# Анонимна летопис на Молдовската земя
Анонимната летопис на Молдовската земя е историческа хроника, съставена от молдовския болярин Григоре Уреке и описваща основните исторически събития в княжество Молдова за 235 години между управлението от Драгош I и Арон (1359 – 1594). Хрониката е създадена в годините 1642/47 и е най-ранната запазена хроника на молдовски език.
В допълнение към историческата си стойност хрониката има и литературна стойност. Тя се отнася към епическия жанр, съчетавайки разказ, описание на събития и словесни портрети на исторически фигури, пресъздавайки по този начин цялостната картина на средновековното княжество.
Запазена е в 22 преписа. Най-известните са на Симеон Даскал (работил по летописа около 1660 – 1670), монахът Мисаил (ок. 1670 – 1680) и писара Аксинте (1712). Дълго време хрониката съществува само под формата на ръкописи. Публикувана е за първи път едва през 20 век. 